# Corbevax
Corbevax of BioE COVID-19 is een eiwit-subeenheid COVID-19-vaccin ontwikkeld door het Texas Children's Hospital aan het Baylor College of Medicine in Houston, Texas en dynavax technologies gevestigd in Emeryville, Californië. Het is in licentie gegeven aan het Indiase biofarmaceutische bedrijf Biological E. Limited (BioE) voor ontwikkeling en productie.

## Technologie
Het vaccin bestaat uit een versie van het receptorbindende domein (RBD) van het SARS‑CoV‑2 spike-eiwit, samen met de hulpstoffen aluminiumhydroxidegel en CpG 1018. Het eiwit wordt geproduceerd door de gist Pichia pastoris; het proces is vergelijkbaar met dat van bestaande hepatitis B-vaccins.

## Productie
In april 2021 kondigde de Amerikaanse International Development Finance Corporation (DFC) aan dat het de uitbreiding van de productiecapaciteit van BioE (Biological E Ltd, India) zou financieren, zodat het tegen eind 2022 minstens 1 miljard doses zou kunnen produceren.

## Geschiedenis

### Klinische proeven
Een fase I-klinische studie werd uitgevoerd om de veiligheid en immunogeniciteit van het kandidaat-vaccin bij ongeveer 360 deelnemers te evalueren. De fase II eindigde in april 2021.
In april 2021 stond de Drugs Controller General of India het kandidaat-vaccin toe om fase III-klinische proeven te starten. Een totaal van 1.268 gezonde deelnemers tussen de 18 en 80 jaar, te selecteren uit 15 locaties in heel India voor de proef en bedoeld om deel uit te maken van een grotere wereldwijde Fase III-studie. Vanaf december 2021 heeft Biological E positieve resultaten aangekondigd, maar sommige experts hadden kritiek op het gebrek aan openbare gegevens van fase III-onderzoeken.

## Maatschappij en cultuur

### Wettelijke status
Op 28 december 2021 keurde India het vaccin goed voor gebruik in noodgevallen.

### Economie
De ontwikkeling van het vaccin werd gefinancierd met $7 miljoen van voornamelijk particuliere investeerders, waaronder een donatie van $1 miljoen door Tito's Vodka. De vaccintechnologie wordt patentvrij aan fabrikanten gegeven, hoewel Baylor College een vergoeding ontvangt.
Op 3 juni 2021 bestelde het Indiase ministerie van Volksgezondheid en Gezinswelzijn 300 miljoen doses Corbevax.
Het bedrijf BioE schat dat het vaccin geprijsd is op ₹250 (ongeveer $3) per dosis en mogelijk zelfs onder de ₹400 (ongeveer $5) voor twee doses in India.
Het vaccin is bedoeld voor gebruik in lage-inkomenslanden om de toegang tot vaccins en het eigen vermogen te vergroten, en is daarom ontworpen om gemakkelijk te kunnen worden opgeslagen en met traditionele processen te worden vervaardigd. Het vaccin is niet gepatenteerd en het is de bedoeling dat het onder COVAX openlijk in licentie wordt gegeven.